# Microtityus vulcanicus
Espèce
Microtityus vulcanicus est une espèce de scorpions de la famille des Buthidae.

## Distribution
Cette espèce est endémique de la province de Guantánamo à Cuba. Elle se rencontre vers Caimanera.

## Description
Le mâle holotype mesure 11,50 mm, les mâles mesurent de 11,04 à 11,50 mm et les femelles de 13,35 à 14,40 mm.

## Publication originale
- Teruel, 2019 : « A New Semidesert Microtityus Kjellesvig-Waering, 1966 (Scorpiones: Buthidae) from Southeast Cuba, Greater Antilles. » Euscorpius, no 273, p. 1-15 (texte intégral).